# Grzegorz Kozłowski

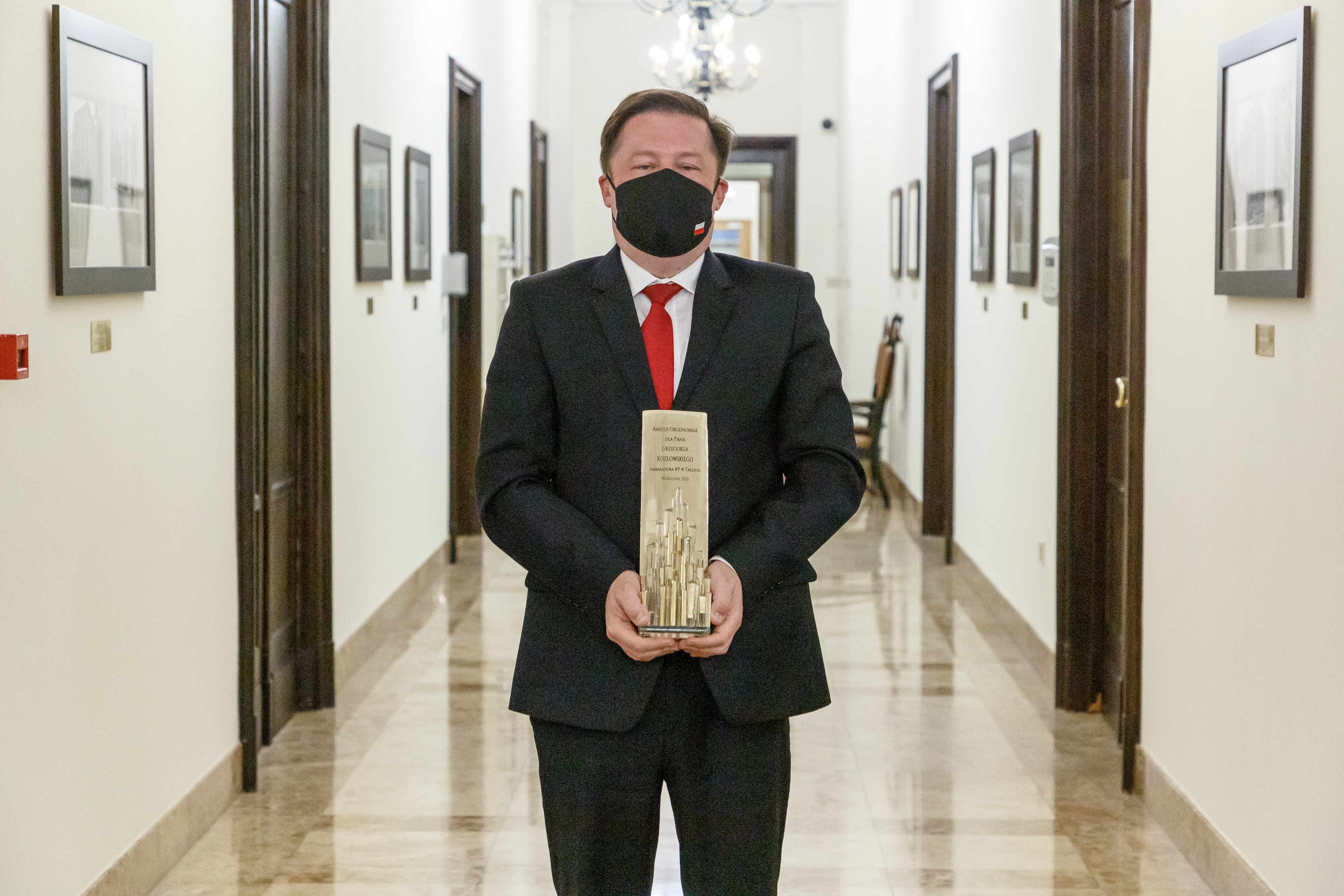
Grzegorz Kozłowski z nagrodą „Amicus Oeconomiae” (2021)

Grzegorz Kozłowski (ur. 31 marca 1974 w Warszawie) – polski dyplomata, urzędnik państwowy, ekonomista, ambasador RP w Estonii (2018–2023), pracownik naukowy Uniwersytetu Warszawskiego.

## Życiorys
Absolwent Wydziału Prawa Uniwersytetu w Białymstoku (magister – 1998) oraz finansów i bankowości Szkoły Głównej Handlowej (licencjat – 1998, magister – 1999). W 2007 otrzymał na SGH stopień doktora nauk ekonomicznych na podstawie napisanej pod kierunkiem Krystyny Michałowskiej-Gorywody dysertacji Struktura finansowania Organizacji Traktatu Północnoatlantyckiego ze szczególnym uwzględnieniem wspólnego finansowania. W 2022 uzyskał na Uniwersytecie Warmińsko-Mazurskim stopień doktora habilitowanego nauk społecznych, w dyscyplinie nauk o polityce i administracji, przedstawiwszy dzieło Smart not Small. Polityka bezpieczeństwa Republiki Estońskiej. 
Pracę w administracji rozpoczął w 1997 w Departamencie Finansowania Bezpieczeństwa Państwa Ministerstwa Finansów, gdzie zajmował się m.in. analizą kosztów członkostwa Polski w NATO. W Ministerstwie Spraw Zagranicznych od 1999; najpierw w Departamencie Polityki Bezpieczeństwa Europejskiego, a następnie (od sierpnia 1999 do 2004) w Stałym Przedstawicielstwie RP przy NATO w Brukseli. W latach 2004–2008 był pracownikiem Departamentu Polityki Bezpieczeństwa, zaangażowanym m.in. w negocjacje polsko-amerykańskie dot. rozmieszczenia elementów systemu obrony przeciwrakietowej na terytorium RP. W 2008 objął stanowisko kierownika wydziału ekonomicznego Ambasady RP w Waszyngtonie. W 2012 objął stanowisko zastępcy dyrektora Departamentu Współpracy Ekonomicznej, a następnie – od maja 2013 – dyrektora Departamentu Ameryki, które pełnił do stycznia 2018. 14 lutego 2018 został Ambasadorem Nadzwyczajnym i Pełnomocnym RP w Republice Estońskiej. W grudniu 2021 wyróżniony nagrodą Ministra Spraw Zagranicznych „Amicus Oeconomiae” za wkład w promocję polskiej gospodarki i wsparcie polskiego biznesu na rynkach zagranicznych. Kadencję na stanowisku ambasadora zakończył 30 września 2023. Od 2024  adiunkt w Studium Europy Wschodniej Uniwersytetu Warszawskiego.
Członek Polsko-Amerykańskiej Rady Innowacyjności (2014–2016), Rady Polskiej Agencji Kosmicznej (2017–2018), Stowarzyszenie Euro-Atlantyckiego (2014–2021), Polskiego Towarzystwa Nauk Politycznych (od 2021). W latach 2013–2016 zasiadał także w Radzie Fundacji Fulbrighta. Autor kilkudziesięciu publikacji naukowych poświęconych zagadnieniom bezpieczeństwa, ekonomii oraz stosunków międzynarodowych.
Żonaty z Jolantą Kozłowską, ma troje dzieci. Posługuje się językami: angielskim, francuskim i rosyjskim.

## Odznaczenia
- Order Krzyża Ziemi Maryjnej III Klasy (Estonia, 2023)[12]

## Publikacje książkowe
- Kozłowski G., Finanse NATO, Warszawa : Wydawnictwo Bellona, 2008, ss. 220, ISBN 978-83-11-11417-3.
- Dębski S., Kozłowski G. (red.), Dziedzictwo Baracka Obamy. Polityka zagraniczna USA w latach 2009–2016. Wybrane zagadnienia, Warszawa : Ministerstwo Spraw Zagranicznych, 2017, ss. 192, ISBN 978-83-65427-42-7.
- Kozłowski G., Smart not Small. Polityka bezpieczeństwa Republiki Estońskiej, Lublin : Towarzystwo Naukowe Katolickiego Uniwersytetu Lubelskiego Jana Pawła II, 2020, ss. 372, ISBN 978-83-7306-965-7.
- Kozłowski G., Selart A. (red.)., 100 Years of Diplomatic Relations Between the Republic of Poland and the Republic of Estonia: Common Traces in a Difficult History, Tartu : University of Tartu Press, 2020, ss. 129, ISBN 978-9949-03-539-7.
- Kozłowski G., Problematyka podziału obciążeń w wybranych sojuszach polityczno-wojskowych USA, Lublin : Towarzystwo Naukowe Katolickiego Uniwersytetu Lubelskiego Jana Pawła II, 2021, ss. 194, ISBN 978-83-7306-984-8.
- Kozłowski G., Ślady polskie w Estonii. Polish Traces in Estonia, Tallinn: Estopol, 2023, ss 193, ISBN 978-9949-7459-3-7.[13]